# Anselm van der Linde
Anselm van der Linde OCist (ur. 24 września 1970 w Roodepoort) – południowoafrykański prezbiter rzymskokatolicki posługujący w Austrii, cysters, w latach 2009–2018 opat terytorialny Wettingen-Mehrerau.

## Życiorys
W 1994 wstąpił do opactwa cystersów w Wettingen-Mehrerau. Cztery lata później złożył w nim profesję wieczystą, zaś 15 sierpnia 1999 przyjął święcenia kapłańskie. Po święceniach został nauczycielem w Kolegium św. Bernarda działającym przy opactwie. W latach 2002–2005 studiował w Rzymie, zaś po powrocie do klasztoru otrzymał nominację na sędziego trybunału kościelnego w Feldkirch. W 2006 został sekretarzem wspólnoty cysterskiej w Mehreau, zaś rok później ponownie został nauczycielem w Kolegium św. Bernarda.
Na początku 2009 roku został wybrany opatem terytorialnym Wettingen-Mehrerau, zaś 18 lutego 2009 wybór został zatwierdzony przez papieża Benedykta XVI.
1 sierpnia 2018 Franciszek przyjął jego rezygnację z urzędu.